# La meva dona es diu Maurice
La meva dona es diu Maurice (títol original: Ma femme s'appelle Maurice) és una pel·lícula francesa dirigida per Jean-Marie Poiré i estrenada l'any 2002. Ha estat doblada al català
Es tracta d'una adaptació de la peça de teatre homònima de Raffy Shart, interpretada l'any 1997 al teatre del Gimnàs Marie-Bell a París per Regis Laspalès i Philippe Chevallier.

## Argument
Georges, un agent immobiliari infidel que té problemes conjugals, decideix cridar un cert Maurici Lappin (voluntari en una associació caritativa, i treballador a mitja jornada a Correus) per a fer-se passar per a la seva dona amb l'esperança de treure's de sobre la seva amant, reconquerir la seva esposa i evitar la confrontació entre elles.

## Repartiment
- Alice Evans: Emmanuelle Mortaux
- Régis Laspalès: Maurice Lappin
- Philippe Chevallier: Georges Audefey
- Götz Otto: Johnny Häs
- Martin Lamotte: Jean-Bernard Trouaballe
- Anémone: Claire Trouaballe
- Guy Marchand: Charles Boisdain
- Virginie Lemoine: Marion Audefey
- Stéphane Audran: Jacqueline Boisdain
- Michèle Garcia: la venedora de prêt-à-porter
- Jean-Pierre Castaldi: M. Bernard, el concessionari
- Danièle Évenou: Sra. Rivière, la fornera
- Paul Belmondo: un venedor de cotxes
- Urbain Cancelier: M. Poilard
- Marco Bonini: el pintor venecià
- Sylvie Joly: La dona d' Orlyval
- Raphaël Mezrahi: el tipus a la desfilada de moda
- Benjamin Castaldi: un venedor de cotxes
- Julie Arnold: una comerciant